# The Smack Man
 (signalé en mai 2025).
Si vous disposez d'ouvrages ou d'articles de référence ou si vous connaissez des sites web de qualité traitant du thème abordé ici, merci de compléter l'article en donnant les références utiles à sa vérifiabilité et en les liant à la section « Notes et références ».
- Archive Wikiwix
- Bing
- Cairn
- DuckDuckGo
- E. Universalis
- Gallica
- Google
- G. Books
- G. News
- G. Scholar
- Persée
- Qwant
- (zh) Baidu
- (ru) Yandex
- (wd) trouver des œuvres sur Wikidata

The Smack Man (titre original : The Smack Man) est un thriller de Nelson DeMille. Sorti en 1975, c'est le quatrième livre de la série Joe Rykers. Comme les autres livres de la série Joe Rykers, il a été publié à nouveau en 1989 avec pour auteur Jack Cannon.